# Serbia en el Festival de la Canción de Eurovisión 2021
Serbia participó en el LXV Festival de la Canción de Eurovisión, celebrado en Róterdam, Países Bajos del 18 al 22 de mayo del 2021, tras la victoria de Duncan Laurence con la canción «Arcade». La Radio-Televizija Srbije decidió mantener a las representantes de Serbia de la cancelada edición de 2020, el grupo Hurricane para participar en la edición de 2021, siendo presentada en el mes de marzo la canción «Loco Loco» con la cual competirían.
Tras clasificarse en octavo lugar de la semifinal 2 con 124 puntos, Serbia finalizó en 15.ª posición con una sumatoria de 102 puntos: 20 del jurado profesional, que la posicionó en el lugar 21 y 82 del televoto, en el que finalizó en novena posición.

## Historia de Serbia en el Festival
Serbia es uno de los últimos países de Europa del Este que recientemente se han unido al festival, debutando en 2007 tras la disolución de Serbia y Montenegro. Serbia ha logrado vencer en una ocasión el festival, precisamente en su debut, con Marija Šerifović y la balada en serbio «Molitva». Desde entonces el país ha concursado en 12 ocasiones, siendo un país habitual dentro de la gran final, ausentándose solamente en 2009, 2013 y 2017. Sus mejores resultados son su victoria en 2007 y un tercer lugar obtenido por Željko Joksimović con «Nije ljubav stvar» en 2012.
Las representantes para la edición cancelada de 2020 fueron las ganadoras de la final nacional de ese año, Hurricane con la canción pop «Hasta la vista». En 2019, la cantante Nevena Božović, terminó en 18° lugar con 89 puntos en la gran final, con el tema «Kruna».

## Representante para Eurovisión

### Elección Interna
El 17 de diciembre de 2020, el grupo Hurricane fue confirmado por la RTS como las participantes serbias para el Festival de la Canción de Eurovisión 2021. A pesar de los planes iniciales de celebrar una final nacional para seleccionar la canción, RTS finalmente anunció el 21 de febrero de 2021 que la canción con la que Hurricane actuaría en el Eurovisión fue seleccionada internamente, titulada como «Loco Loco», compuesta por una de los miembros del grupo Sanja Vučić junto con Nemanja Antonić y Darko Dimitrov. «Loco Loco» se presentó el 5 de marzo de 2021 a través del canal oficial de YouTube del Festival de la Canción de Eurovisión.

## En Eurovisión
De acuerdo a las reglas del festival, todos los concursantes inician desde las semifinales, a excepción del anfitrión (en este caso, Países Bajos) y el Big Five compuesto por Alemania, España, Francia, Italia y Reino Unido. La producción del festival decidió respetar el sorteo ya realizado para la edición cancelada de 2020 por lo que se determinó que el país, tendría que participar en la segunda semifinal. En este mismo sorteo, se determinó que participaría en la primera mitad de la semifinal (posiciones 1-9). Semanas después, ya conocidos los artistas y sus respectivas canciones participantes, la producción del programa dio a conocer el orden de actuación, determinando que Serbia participara en la novena posición, precedida por Islandia y seguido de Georgia.
Los comentarios para Serbia corrieron por parte de Duška Vučinić mientras que la portavoz del jurado profesional serbio fue Dragana Kosjerina.

### Semifinal 2
Hurricane tomó parte de los primeros ensayos los días 10 y 13 de mayo, así como de los ensayos generales con vestuario de la segunda semifinal los días 19 y 20 de mayo. El ensayo general de la tarde del 19 fue tomado en cuenta por los jurados profesionales para emitir sus votos, que representan el 50% de los puntos. Suiza se presentó en la posición 9, detrás de Georgia y por delante de Islandia. La actuación serbia se mantuvo sencilla y distinta a la estética del videoclip con las miembros del grupo Sanja Vučić, Ivana Nikolić y Ksenija Knežević solas en el escenario bailando su coreografía y vistiendo atuendos sencillos en color negro mientras interpretaron el tema, con el apoyo de 3 coristas en backstage: Mladen Lukic, Olga Popović y Jelena Pajic. Los fondos proyectados en la pantalla LED se mantuvieron en tonos de color blanco, rojo y negro, con una bola de disco que se bajó sobre el escenario sobre la parte final de la canción.
Al final del show, Serbia fue anunciada como uno de los 10 países finalistas. Los resultados revelados una vez terminado el festival, posicionaron a Serbia en el 8° lugar con 124 puntos, habiéndose colocado en noveno lugar en la votación tanto del jurado profesional como del televoto con 56 y 68 puntos, respectivamente.

### Final
Durante la rueda de prensa de los ganadores de la segunda semifinal, se realizó el sorteo en el que se decidió en que mitad participaría cada finalista. Serbia fue sorteada para participar en la primera mitad de la final (posiciones 1-13). El orden de actuación revelado durante la madrugada del viernes 21 de mayo, en el que se decidió que Serbia debía actuar en la posición 8 por delante de Portugal y detrás del Reino Unido.
Durante la votación final, Serbia se colocó en 21° lugar del jurado profesional con 20 puntos, incluyendo la máxima puntuación del jurado de Macedonia del Norte. Posteriormente, se reveló su votación del público: el 9° puesto con 82 puntos, que le dieron la sumatoria final de 102 puntos, finalizando en 15.ª posición.

### Votación

#### Puntuación otorgada a Serbia

##### Semifinal 2
| Jurado                                      | Jurado                                                     | Jurado               | Jurado                 | Jurado                         |
| 12 puntos                                   | 10 puntos                                                  | 8 puntos             | 7 puntos               | 6 puntos                       |
| ------------------------------------------- | ---------------------------------------------------------- | -------------------- | ---------------------- | ------------------------------ |
|                                             |                                                            |                      |                        | - Austria                      |
| 5 puntos                                    | 4 puntos                                                   | 3 puntos             | 2 puntos               | 1 punto                        |
| - Albania - Estonia - Francia - Reino Unido | - España - Portugal - República Checa - San Marino - Suiza | - Finlandia - Grecia | - Georgia - Islandia   |                                |
| Televoto                                    |                                                            |                      |                        |                                |
| 12 puntos                                   | 10 puntos                                                  | 8 puntos             | 7 puntos               | 6 puntos                       |
| - Austria - Suiza                           | - Bulgaria                                                 |                      | - Francia - San Marino |                                |
| 5 puntos                                    | 4 puntos                                                   | 3 puntos             | 2 puntos               | 1 punto                        |
| - República Checa                           | - Albania - Grecia                                         |                      | - España - Portugal    | - Georgia - Moldavia - Polonia |

##### Final
| Jurado                                                        | Jurado           | Jurado               | Jurado      | Jurado    |
| 12 puntos                                                     | 10 puntos        | 8 puntos             | 7 puntos    | 6 puntos  |
| ------------------------------------------------------------- | ---------------- | -------------------- | ----------- | --------- |
| - Macedonia del Norte                                         |                  |                      | - Croacia   |           |
| 5 puntos                                                      | 4 puntos         | 3 puntos             | 2 puntos    | 1 punto   |
|                                                               |                  |                      |             | - Albania |
| Televoto                                                      |                  |                      |             |           |
| 12 puntos                                                     | 10 puntos        | 8 puntos             | 7 puntos    | 6 puntos  |
| - Austria - Croacia - Eslovenia - Macedonia del Norte - Suiza |                  |                      |             |           |
| 5 puntos                                                      | 4 puntos         | 3 puntos             | 2 puntos    | 1 punto   |
| - Bulgaria                                                    | - Italia - Malta | - Alemania - Francia | - Australia | - Suecia  |

#### Puntuación otorgada por Serbia
| Puntos    | Jurado     | Televoto   |
| --------- | ---------- | ---------- |
| 12 puntos | Islandia   | Moldavia   |
| 10 puntos | Bulgaria   | Finlandia  |
| 8 puntos  | Grecia     | Grecia     |
| 7 puntos  | Portugal   | Islandia   |
| 6 puntos  | Finlandia  | Bulgaria   |
| 5 puntos  | Suiza      | Suiza      |
| 4 puntos  | Moldavia   | Portugal   |
| 3 puntos  | Austria    | San Marino |
| 2 puntos  | San Marino | Dinamarca  |
| 1 punto   | Estonia    | Albania    |

| Puntos    | Jurado    | Televoto   |
| --------- | --------- | ---------- |
| 12 puntos | Francia   | Italia     |
| 10 puntos | Finlandia | Francia    |
| 8 puntos  | Italia    | Ucrania    |
| 7 puntos  | Islandia  | Finlandia  |
| 6 puntos  | Bulgaria  | Rusia      |
| 5 puntos  | Portugal  | Islandia   |
| 4 puntos  | Suecia    | Azerbaiyán |
| 3 puntos  | Grecia    | Grecia     |
| 2 puntos  | Israel    | Chipre     |
| 1 punto   | Suiza     | Suiza      |

##### Desglose
El jurado serbio estuvo compuesto por:
- Snežana Berić (Extra Nena)
- Tijana Bogićević
- Slobodan Marković
- Ivana Peters
- Milan Stanković

| Semifinal 2 | Semifinal 2     | Semifinal 2                | Semifinal 2                | Semifinal 2                | Semifinal 2                | Semifinal 2                | Semifinal 2                | Semifinal 2                | Semifinal 2                | Semifinal 2                |
| N.º         | País            | Jurado                     | Jurado                     | Jurado                     | Jurado                     | Jurado                     | Jurado                     | Jurado                     | Televoto                   | Televoto                   |
| N.º         | País            | Jurado A                   | Jurado B                   | Jurado C                   | Jurado D                   | Jurado E                   | Ranking                    | Puntos                     | Ranking                    | Puntos                     |
| ----------- | --------------- | -------------------------- | -------------------------- | -------------------------- | -------------------------- | -------------------------- | -------------------------- | -------------------------- | -------------------------- | -------------------------- |
| 01          | San Marino      | 12                         | 7                          | 2                          | 11                         | 6                          | 9                          | 2                          | 8                          | 3                          |
| 02          | Estonia         | 11                         | 5                          | 10                         | 10                         | 7                          | 10                         | 1                          | 13                         |                            |
| 03          | República Checa | 13                         | 13                         | 13                         | 13                         | 9                          | 14                         |                            | 12                         |                            |
| 04          | Grecia          | 4                          | 3                          | 8                          | 7                          | 2                          | 3                          | 8                          | 3                          | 8                          |
| 05          | Austria         | 5                          | 11                         | 6                          | 3                          | 10                         | 8                          | 3                          | 14                         |                            |
| 06          | Polonia         | 6                          | 12                         | 11                         | 14                         | 13                         | 13                         |                            | 15                         |                            |
| 07          | Moldavia        | 3                          | 4                          | 14                         | 6                          | 11                         | 7                          | 4                          | 1                          | 12                         |
| 08          | Islandia        | 10                         | 10                         | 1                          | 2                          | 1                          | 1                          | 12                         | 4                          | 7                          |
| 09          | Serbia          | -------------------------- | -------------------------- | -------------------------- | -------------------------- | -------------------------- | -------------------------- | -------------------------- | -------------------------- | -------------------------- |
| 10          | Georgia         | 14                         | 16                         | 15                         | 16                         | 14                         | 15                         |                            | 16                         |                            |
| 11          | Albania         | 7                          | 14                         | 5                          | 8                          | 15                         | 11                         |                            | 10                         | 1                          |
| 12          | Portugal        | 2                          | 6                          | 9                          | 4                          | 4                          | 4                          | 7                          | 7                          | 4                          |
| 13          | Bulgaria        | 1                          | 2                          | 3                          | 12                         | 5                          | 2                          | 10                         | 5                          | 6                          |
| 14          | Finlandia       | 8                          | 8                          | 7                          | 1                          | 3                          | 5                          | 6                          | 2                          | 10                         |
| 15          | Letonia         | 9                          | 9                          | 12                         | 9                          | 12                         | 12                         |                            | 11                         |                            |
| 16          | Suiza           | 15                         | 1                          | 4                          | 5                          | 8                          | 6                          | 5                          | 6                          | 5                          |
| 17          | Dinamarca       | 16                         | 15                         | 16                         | 15                         | 16                         | 16                         |                            | 9                          | 2                          |

| Final | Final        | Final                      | Final                      | Final                      | Final                      | Final                      | Final                      | Final                      | Final                      | Final                      |
| N.º   | País         | Jurado                     | Jurado                     | Jurado                     | Jurado                     | Jurado                     | Jurado                     | Jurado                     | Televoto                   | Televoto                   |
| N.º   | País         | Jurado A                   | Jurado B                   | Jurado C                   | Jurado D                   | Jurado E                   | Ranking                    | Puntos                     | Ranking                    | Puntos                     |
| ----- | ------------ | -------------------------- | -------------------------- | -------------------------- | -------------------------- | -------------------------- | -------------------------- | -------------------------- | -------------------------- | -------------------------- |
| 01    | Chipre       | 20                         | 18                         | 22                         | 25                         | 15                         | 22                         |                            | 9                          | 2                          |
| 02    | Albania      | 23                         | 21                         | 17                         | 20                         | 23                         | 23                         |                            | 11                         |                            |
| 03    | Israel       | 22                         | 13                         | 8                          | 3                          | 7                          | 9                          | 2                          | 20                         |                            |
| 04    | Bélgica      | 18                         | 22                         | 23                         | 22                         | 22                         | 24                         |                            | 21                         |                            |
| 05    | Rusia        | 19                         | 17                         | 7                          | 14                         | 13                         | 17                         |                            | 5                          | 6                          |
| 06    | Malta        | 10                         | 5                          | 10                         | 11                         | 11                         | 11                         |                            | 16                         |                            |
| 07    | Portugal     | 3                          | 8                          | 19                         | 4                          | 16                         | 6                          | 5                          | 19                         |                            |
| 08    | Serbia       | -------------------------- | -------------------------- | -------------------------- | -------------------------- | -------------------------- | -------------------------- | -------------------------- | -------------------------- | -------------------------- |
| 09    | Reino Unido  | 6                          | 23                         | 11                         | 6                          | 17                         | 14                         |                            | 24                         |                            |
| 10    | Grecia       | 4                          | 14                         | 15                         | 7                          | 6                          | 8                          | 3                          | 8                          | 3                          |
| 11    | Suiza        | 24                         | 15                         | 3                          | 8                          | 10                         | 10                         | 1                          | 10                         | 1                          |
| 12    | Islandia     | 11                         | 12                         | 4                          | 2                          | 2                          | 4                          | 7                          | 6                          | 5                          |
| 13    | España       | 12                         | 24                         | 20                         | 10                         | 25                         | 19                         |                            | 23                         |                            |
| 14    | Moldavia     | 5                          | 20                         | 24                         | 16                         | 18                         | 16                         |                            | 22                         |                            |
| 15    | Alemania     | 17                         | 25                         | 25                         | 24                         | 24                         | 25                         |                            | 18                         |                            |
| 16    | Finlandia    | 2                          | 4                          | 14                         | 1                          | 4                          | 2                          | 10                         | 4                          | 7                          |
| 17    | Bulgaria     | 1                          | 7                          | 9                          | 19                         | 8                          | 5                          | 6                          | 12                         |                            |
| 18    | Lituania     | 21                         | 10                         | 18                         | 17                         | 14                         | 18                         |                            | 13                         |                            |
| 19    | Ucrania      | 25                         | 11                         | 2                          | 23                         | 12                         | 12                         |                            | 3                          | 8                          |
| 20    | Francia      | 8                          | 1                          | 1                          | 5                          | 3                          | 1                          | 12                         | 2                          | 10                         |
| 21    | Azerbaiyán   | 13                         | 19                         | 12                         | 21                         | 20                         | 20                         |                            | 7                          | 4                          |
| 22    | Noruega      | 14                         | 6                          | 21                         | 13                         | 9                          | 15                         |                            | 17                         |                            |
| 23    | Países Bajos | 15                         | 16                         | 16                         | 18                         | 21                         | 21                         |                            | 25                         |                            |
| 24    | Italia       | 7                          | 3                          | 6                          | 9                          | 1                          | 3                          | 8                          | 1                          | 12                         |
| 25    | Suecia       | 16                         | 2                          | 13                         | 15                         | 5                          | 7                          | 4                          | 14                         |                            |
| 26    | San Marino   | 9                          | 9                          | 5                          | 12                         | 19                         | 13                         |                            | 15                         |                            |